# Littorella
Littorella é um género botânico pertencente à família Plantaginaceae.

## Espécies
| - Littorella americana - Littorella australis - Littorella flexuosa - Littorella juncea | - Littorella lacustris - Littorella spicata - Littorella uniflora |

## Nome e referências
Littorella P.J. Bergius